# 嵊州北站
嵊州北站位于中华人民共和国浙江省绍兴市嵊州市三界镇，是杭台高速铁路上的一座车站，于2022年1月8日启用。

## 車站周邊
- 嵊州农商银行长桥分理处
- 长桥小学
- 大董水库

## 歷史
- 2022年1月8日启用。

## 外部連結
- 中国铁路客户服务中心 （页面存档备份，存于）